# Casa Emili Soler
La Casa Emili Soler és un edifici del centre de Terrassa, inclòs a l'Inventari del Patrimoni Arquitectònic de Catalunya. És situat a la cantonada entre el carrer de Joaquim de Paz, on té l'entrada d'accés, i el carrer del Passeig.

## Descripció

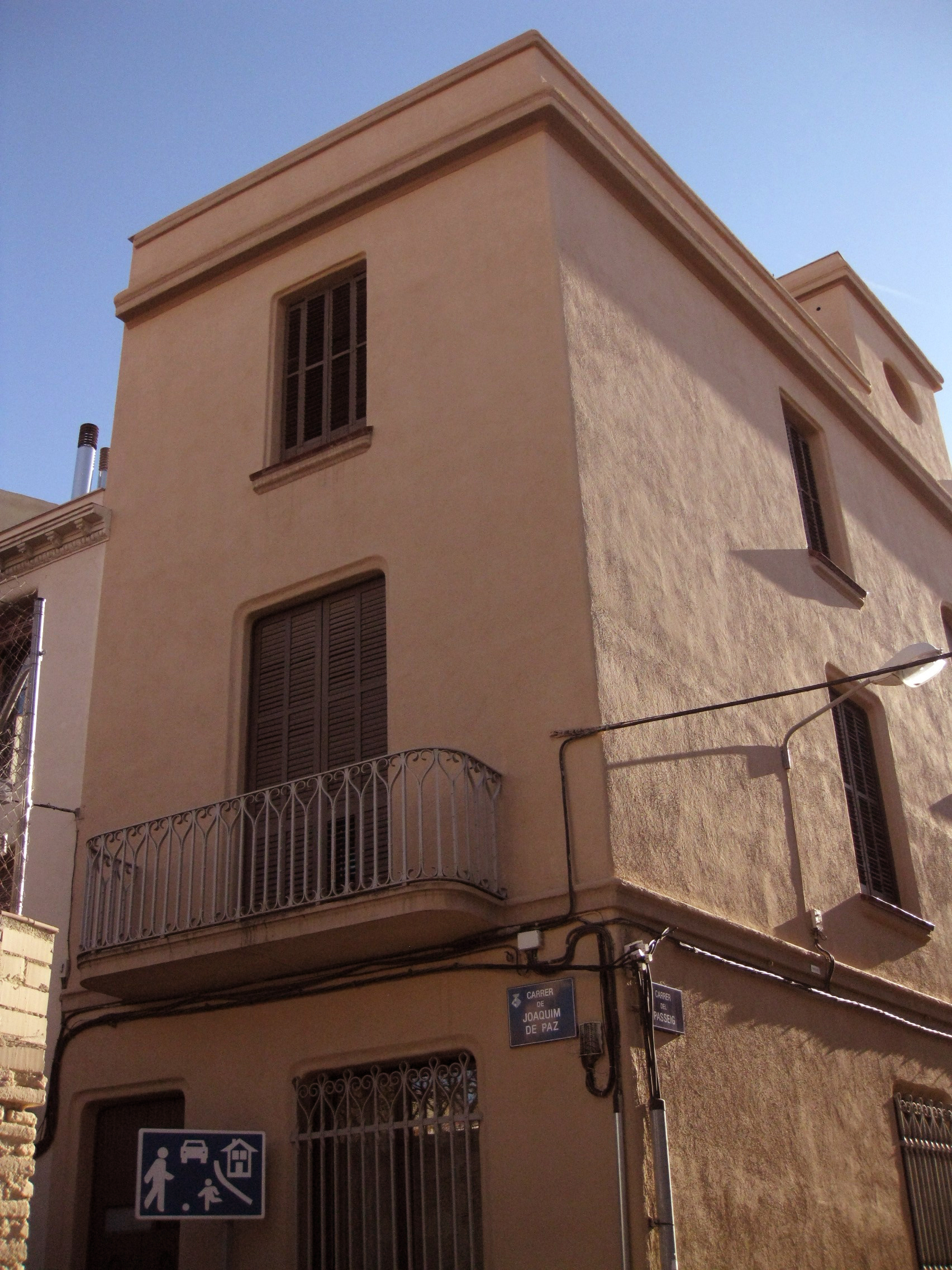
Vista de la façana del carrer de Joaquim de Paz, amb l'entrada d'accés a la casa

És un habitatge unifamiliar cantoner, format per planta baixa i dos pisos, amb terrat superior. La façana del carrer del Passeig, més llarga, mostra volums esglaonats a l'extrem dret, com a resultat de la incorporació de terrasses a cada pis. Les obertures d'aquest parament s'ordenen segons eixos verticals i són arrodonides als angles. La façana del carrer de Joaquim de Paz, adossada a una mitgera, té dues obertures a la planta baixa, un balcó al primer pis i una finestra al segon. Els murs són arrebossats.

## Història
La casa va ser bastida l'any 1917 per Lluís Muncunill, seguint el model ja utilitzat l'any 1907 per aquest arquitecte a la casa d'Antoni Pous, situada en un lloc molt proper, al carrer Nou de Sant Pere núm. 42.